# Chelkhet Tiyab
Chelkhet Tiyab è uno dei nove comuni del dipartimento di M'Bout, situato nella regione di Gorgol in Mauritania. Contava 15.700 abitanti nel censimento della popolazione del 2000.